# افسانه سیاه: ووکونگ
افسانه سیاه: ووکونگ (به انگلیسی: Black Myth: Wukong) یک بازی ویدئویی به سبک نقش‌آفرینی اکشن است که توسط استودیوی مستقل چینی گیم ساینس، با الهام از رمان کلاسیک سده ۱۶ میلادی تحت عنوان سیر باختر ساخته شده است. بازیکنان کنترل سون ووکونگ (که به شاه میمون معروف است) چهرهٔ افسانه‌ای اسطوره‌های چینی را بدست می‌گیرند، تا با مجموعه‌ای از دشمنان با قابلیت تغییر شکل به حشرات پرنده یا هیولاهای غول‌پیکر به مبارزه بپردازد. بازی با موتور گرافیکی آنریل انجین ۵ ساخته شده است. این بازی در ۲۰ اوت ۲۰۲۴ برای پلی‌استیشن ۵ و مایکروسافت ویندوز منتشر شد، و نسخهٔ کنسول ایکس‌باکس سری اکس/اس قرار است در تاریخ دیگری عرضه شود.
این بازی به‌طور کلی نقدهای مثبتی را از سوی منتقدان دریافت کرد که از مبارزات، طراحی بصری و جهان‌سازی آن تمجید کردند، اما منتقدان نسبت به طراحی مراحل و مسائل فنی انتقاداتی داشتند.